# Hội Thần kinh học Việt Nam
Hội Thần kinh học Việt Nam là tổ chức xã hội nghề nghiệp phi chính phủ phi lợi nhuận của những người và tổ chức làm việc liên quan đến lĩnh vực y học thần kinh tại Việt Nam. Hội có tên giao dịch tiếng Anh là Vietnam Neurological Association, viết tắt là VNNA.
Ngày 2 tháng 12 năm 1956,  Bộ Y tế có quyết định thành lập Bộ môn Tinh Thần kinh tại Đại học Y Dược Hà Nội và Khoa Tinh Thần kinh Bệnh viện Bạch Mai, đồng thời cử  Bác sĩ Nguyễn Quốc Ánh làm Chủ nhiệm hai đơn vị này. Khoa Tinh Thần kinh và Bộ môn Tinh Thần kinh – là sự kết hợp Trường và Bệnh viện thực hiện nhiệm vụ hướng dẫn, đào tạo, phục vụ, nghiên cứu khoa học và chỉ đạo tuyến
Sau đó, Khoa Phẫu thuật thần kinh được thành lập ở Bệnh viện Phủ doãn (tức Bệnh viện Việt-Đức).  Đồng thời ở Quân y, cũn có sự thành lập Khoa Phẫu thuật thần kinh ở Bệnh viện 108 và Khoa-Bộ môn Thần kinh ở Học viện Quân y 103
Tại các đơn vị tren, cán bộ được tăng cường từ nhiều nguồn, củng cố và phát triển.. nhất là có nhiều thành quả nghiên cứu khoa học.. đã tổ chức nhiều nuổi sinh hoạt khoa học… Ban đầu, sinh hoạt khoa học chỉ ở phạm vi từng đơn vị tiến lên có sự phối hợp nhất là sự kết hợp chặt ché giữa Dân y và Quân y
Ngày 1 tháng 9 năm 1962, có sự  “gặp gỡ ” của một số Bác sĩ Chuyên khoa của Quân y và Dân y với sự tham dự của lãng đạo Tổng Hội Y Dược học Việt Nam đã chuẩn bị mọi mặt cho viêc thành lập Hội
Ngày 3 tháng 9 năm 1962 tại giảng đường C – Bệnh viện Bạch Mai, Đại hội đại biểu lần 1 đã đươc tiến hành  và  sau đó GS. Đặng đình Huấn là Chủ tịch Hội Thần kinh, Tinh thần và Phẫu thuật thần kinh, Phó chủ tịch, BS Nguyễn Quốc Ánh, phụ trách Thần kinh và Tinh thần, Phó chủ tịch Phạm Gia Triệu, phụ trách Phẫu thuật thần kinh, BS Nguyễn Thường Xuân là Tổng thư ký cùng các Ủy viên – các bác sĩ  Nguyễn Văn Đăng, Nguyễn Việt Trân Đình Xiêm, Nguyễn Chương,… Từ đó. Hội tổ chức sinh hoạt khoa học đều lỳ mỗi tháng 1 lần và ấn hành Nội san Thần kinh.
Ngày 15 tháng 9 năm 1964, tại giảng đường hội trường mới khang trang của Khoa Tinh Thần kinh Bệnh viện Bạch Mai, Đại hội đại biểu lần 2 tiếp tục phát huy tác động của Hội trong xây dựng ngành chuyên khoa tại địa phương:  Nam Định, Hải Phòng. Đặc biệt trong các báo cáo khoa học, Lê Văn Thành có trình bày dấu hiệu  “Babinski đảo ngược” (sau này được gọi là dấu Lê văn Thành), các báo cáo phát triển của Phẫu thuật thần kinh, về thể trai.., gối không khí
Kháng chiến chống Mỹ đã sang giai đoạn khác, miền Bắc đương đầu với chiến tranh phá hoại của giặc Mỹ.- toàn dân sơ tán chống Mỹ… Khoa – Bộ môn Tinh Thần kinh cũng thực hiện chủ trương “ ngoại khoa hoá cán bộ “cán bộ làm tiểu đội trưởng” vừa phục vụ chiến thương vừa giảng dạy ở nơi sơ tán.. Từ đó có nhiều đề tài nghiên cứu, đặc biệt cấc đề tài về “Loạn thần thời chiến”.
Ngày 15 tháng 8 năm 1968, Đại hội lần 3 của Hội Thần kinh Tinh thần và Phẫu thuật thần kinh được tổ chức ở Hà Nội (giảng đường sơ tán của Khoa Tinh Thần kinh, Bệnh viện Bạch Mai) với các báo cáo khoa học chủ yếu là Loạn thần thời chiến.. về sang chấn sọ.
Ngày 15 tháng 8 năm 1969, thực hiện quyết định của Bộ Y tế có sự chia tách khoa Thần kinh và khoa Tâm thần  Bệnh viên Bạch mai và tách Tổ Tâm thần khỏi Bộ môn Tinh Thần kinh ở Đại học Y khoa Hanoi… Ở các tỉnh các Khoa Tinh Thần kinh vẫn hoạt đọng bình thường
Năm 1975, các sinh hoạt khoa học được khôi phục song đã hình thành.. “khu vực”  Thần kinh,  Tâm thần và Phẫu thuật thần kinh…  Năm 1996 theo đà lớn mạnh của ba chuyên khoa  (Thần kinh, Tâm thầnvà Phẫu thuật Thần kinh), và đáp ứng nhu cầu phát triển lớn mạnh của chuyên khoa Thần kinh, Ban trù bị thành lập Hội Thần kinh bao gồm GS. Phan Chúc Lâm (Bệnh viện 108), PGS.TS Nguyễn Văn Đăng và PGS.TS Nguyễn Chương (Đại học Y Hà Nội), PGS.TS Lê Đức Hinh (Bệnh viện Bạch Mai), PGS.TS Lê Văn Thành (Bệnh viện Chợ Rẫy), PGS.TS Hồ Hữu Lương (Bệnh viện 103), BS Lê Minh (Đại học Y Dược Nha TP. Hồ Chí Minh).
Ngày 24 tháng 11 năm 1997, Phó Thủ tướngchính phủ Phạm Gia Khiêm ra quyết định cho thành lập Hội Thần kinh học Việt Nam (quyết định số 997/199 kinh học 7/Ttg này 24.11.1997).
Ngày 20 tháng 5 năm 1998, Đại hội Hội Thần kinh học Việt Nam (Đại hội lần 4) đã bầu ra Chủ tịch Hội GS. Phan Chúc Lâm, hai Phó Chủ tịch là PGS.TS Lê Đức Hinh và PGS.TS Lê Văn Thành, Tổng thư ký PGS.TS Nguyễn Chương, Phó tổng thư ký BS Lê Minh… Toàn Ban Chấp hành có 25 người. Hội đã triển khai tốt các chương trình công tác về nghiên cứu khoa học sinh hoạt khoa học theo định kỳ 3 tháng / lần, đã tổ chức phối hợp các Bộ môn Thần kinh trong việc đào tạo các bác cĩ chuyên khoa cấp 1, cấp 2, cap học, nghiên cứu sinh, trong việc chấm các luận án thạc sĩ, tiến sĩ …cùng là tổ chức tham gia các hội nghị, hội thảo quốc tế ở Hoa Kỳ, Pháp, Israel, Đức, ASEAN…
Ngày 2 tháng 12 năm 2009, Đại hội đại biểu toàn quốc lần thứ 5 của Hội Thần kinh học Việt Nam đã được tổ chức tại Hội trường lớn Bệnh viện Bạch Mai… Trong thời gian hội nghị hơn 100 đại biểu đã tập trung thảo luận về chương trình công tác cho nhiệm kỳ 2009-2013, thảo luận việc sửa đổi Điều lệ, bầu Ban Chấp hành và Ban Kiểm tra.
Toàn Đại Hội đã bàu 22 đại biểu vào Ban Chấp hành Trung ương và 6 đại biểu vào Ban Kiểm tra…Ban Chấp hành, Ban Kiểm tra đã bầu Thường vụ, Thường trực.
Chủ tịch Hội là GS.TS.Lê Đức Hinh, Chủ tịch Danh dự GS Phan Chúc Lâm, Trưởng ban Kiểm tra là PGS.TS Ngô Đăng Thục. Phó Chủ tịch là GS.TS Hoàng Văn Thuận, GS.TS Lê Văn Thính, PGS.TS Vũ Anh Nhị. Tổng thư ký là PGS.TS Nguyễn Chương, Phó Tổng thư ký là TS. Lê Tuấn,  Có 7 Ủy viên Thường vụ, và Thường trực giải quyết công việc giữa hai kỳ họp Thường vụ.
Hội Thần kinh học Việt Nam (khoá 5) vẫn phát huy tốt những đường nét của khoá 4 có phát triển hơn nhât là tổ chức các hội nghị hội thảo khoa học ở ba miền của đát nước,  phối hợp đào tạo cao học và nghiên cứu sinh cùng tăng cường quan hệ quốc tế
nhất là với Liên Hiệp Hội Thần kinh Quốc tế, với Hiệp Hội Thần kinh các nước Đông Nam Á.
Chủ tịch Hội hiện tại là PGS.TS. Nguyễn Hữu Công

## Hoạt động
Hiện nay cả nước đã có trên 300 hội viên tham gia sinh hoạt trong năm Chi hội khu vực ở Thành phố Hồ Chí Minh, Cần Thơ, Thanh Hoá, Thái Nguyên và Hà Nội.
Hội Thần kinh học Việt Nam là thành viên của Hiệp hội Thần kinh học các nước Đông Nam Á (ASNA), Hiệp hội Thần kinh học Châu Á và châu Đại Dương (AOAN) và Liên đoàn Thần kinh học Thế giới (WFN, World Federation of Neurology) .